# Николаевка (Соледарская городская община)
Никола́евка (укр. Миколаївка) — село Соледарской городской общине Бахмутского района Донецкой области Украины.
Код КОАТУУ — 1420988003. Население по переписи 2001 года составляет 43 человека. Почтовый индекс — 84540. Телефонный код — 6274. 3 февраля 2023 года село было занято ВС РФ.